# Колібрі-смарагд золотистий
Колі́брі-смара́гд золотистий (Chlorostilbon olivaresi) — вид серпокрильцеподібних птахів родини колібрієвих (Trochilidae). Ендемік Колумбії.

## Опис
Довжина самців становить 8,5-9 см, самці важать 3,8 см, самиці 3,6 г. У самців верхня частина тіла зелена з металевим відблиском, верхні покривні пера синьо-зелені, хвіст дещо роздвоєний, темно-сталево-синій. Голова з боків і шия золотисто-зелені. Горло і верхня частина грудей синьо-зелені, блискучі, решта нижньої частини тіла скраво-зелена з металевим відблиском. Дзьоб зверху і на кінці чорний, знизу червоний.
У самиць верхня частина бронзово-зелена з металевим відблиском. Нижня частина тіла блідо-сіра. Обличчя чорнувате, за очима білі смуги. Хвіст синьо-зелений, крайні стернові пера біля основи сірі, на кінці у них темно-синя смуга, кінчики білі. Дзьоб чорний, знизу біля основи червонуватий.

## Поширення і екологія
Золотисті колібрі-смарагди є ендеміками плато Серранія-де-Чірібікете на південному сході Колумбії, в департаментах Ґуав'яре і Какета. Вони живуть у високогірних чагарникових заростях, на висоті від 250 до 600 м над рівнем моря. Живляться нектаром чагарників Decagonocarpus cornutus, а також дрібними комахами, яких збирають з листя або ловлять в польоті. Гніздування припадає на сухий сезон і триває з листопада по травень.